# Александър Лазов
Александър Василев Лазов е български тенисист роден на 9 юли 1990 г. в град Пазарджик. Състезател е на Тенис клуб „НСА“. През 2013 г. е поканен в националния отбор по тенис за Купа Дейвис.
През 2007 г. на Европейското отборно първенство до 18 г. в Ла Рошел, Франция става вицешампион заедно с Васил Младенов и Валентин Димов.
През 2009 г. става шампион на двойки от първенството на България в зала, заедно със Серафим Грозев. През 2011 г. е шампион на смесени двойки от държавното лично първенство с Борислава Ботушарова, а през 2012 г. печели титлите на сингъл и на смесени двойки (с Изабелла Шиникова).
След серия от добри изяви в края на 2012 г. става втора ракета на България след Григор Димитров.

## Класиране в ранглистата в края на годината
| Година | 2007 | 2008 | 2009 | 2010 | 2011 | 2012 |
| Сингъл | 1461 | 1120 | 1188 | 1361 | 1250 | 495  |
| Двойки | -    | -    | 1538 | 674  | 958  | 929  |

## Финали

### Титли на сингъл (1)
| Година | Турнир    | Категория       | Съперник       | Резултат       |
| 2012   | Измир F29 | ITF FU $ 10 000 | Едоардо Еремин | 1-6 7-5 7-6(5) |

| Легенда   |
| FU Фючърс |

### Загубени финали на сингъл (1)
| Година | Турнир    | Категория       | Съперник     | Резултат        |
| 2012   | Измир F28 | ITF FU $ 10 000 | Жюлиен Демоа | 3-6 7-6(15) 4-6 |

### Титли на двойки (1)
| Година | Турнир      | Категория       | Партньор          | Съперници               | Резултат       |
| 2010   | Анталия F14 | ITF FU $ 10 000 | Тихомир Грозданов | Марко Диркс Барт Говерц | 6-4 4-6 [11-9] |

### Загубени финали на двойки (4)
| Година | Турнир      | Категория       | Партньор             | Съперници                        | Резултат          |
| 2010   | София F4    | ITF FU $ 10 000 | Борис Никола Бакалов | Пирмин Хенле Оскар Сабате-Бретос | 4-6 6-3 [7-10]    |
| -      | Анталия F15 | ITF FU $ 10 000 | Тихомир Грозданов    | Иван Бйелица Патрик Бридолф      | 7-6(1) 4-6 [8-10] |
| 2011   | Тайнан F3   | ITF FU $ 10 000 | Николаус Мозер       | Лянг-Чи Хуанг Йи Чу-Хуан         | 3-6 4-6           |
| 2012   | Анаба F1    | ITF FU $ 10 000 | Карлос Болуда-Пуркис | Гералд Мелцер Лукас Ящрауниг     | 2-6 2-6           |